# HNLMS K XIV
Le HNLMS K XIV ou Zr.Ms. K XIV (Pennant number: N22) est un sous-marin de la classe K XIV en service dans la Koninklijke Marine (Marine royale néerlandaise) pendant la Seconde Guerre mondiale.  

## Historique
Comme tous les autres sous-marins de la série K, le K XV a été acheté par le ministère néerlandais des Colonies en tant que patrouilleur pour les Indes néerlandaises.
La quille du K XIV a été posée à Rotterdam au chantier naval de Rotterdamsche Droogdok Maatschappij le 31 mai 1930. Le lancement a eu lieu le 11 juillet 1931. Le 6 juillet 1933, le sous-marin a été mis en service dans la marine néerlandaise.
Le 7 février 1934, le K XIV part avec le K XV de Den Helder pour les Indes néerlandaises où le navire arrive à Surabaya le 12 avril 1934. Au cours du voyage, les navires ont fait escale dans les ports suivants : Lisbonne, Cadix, Palerme, Port Saïd, Suez, Aden et Colombo. Le K XIV est l'un des six sous-marins qui ont participé à la revue navale du 6 septembre 1938 en l'honneur du 40e anniversaire à la tête de l'Etat des Pays-Bas de la Reine Wilhelmina.

### Seconde Guerre mondiale
Au début de 1941, le K XIV a été affecté à la 3e division de sous-marins dans les Indes néerlandaises. Outre le K XIV, le K XV, le K XVI et le K XVIII faisaient partie de la 3e division de sous-marins. En novembre 1941, la 3e division de sous-marins fut transférée sur l'île de Tarakan près de Bornéo, car une invasion japonaise était attendue dans cette région.

### Défense des Indes orientales néerlandaises
Après le déclenchement de la guerre avec le Japon, la zone de patrouille de la 3e division de sous-marins a été déplacée vers le détroit de Makassar. Alors que les attaques sur les Indes orientales néerlandaises s'intensifiaient, la 3e division de sous-marins était régulièrement transférée dans d'autres zones. Ce n'est que lorsque la division a été transférée dans les eaux proches de Kuching que le K XIV a réussi à attaquer une flotte de débarquement japonaise. Il a été averti par une rencontre fortuite avec le hydravion néerlandais X-35 du Marine Luchtvaart Dienst (service aéronautique de la Marine). Le commandant du sous-marin était alors le lieutenant de première classe C.A.J. van Well Groeneveld. Aux alentours de Kuching, le 23 décembre 1941, le K XIV endommage ou coule 4 navires de la flotte de la Marine impériale japonaise.
Comme le K XIV n'avait plus de torpilles, il a dû arrêter l'attaque et retourner à Surabaya. A Surabaya, outre le chargement de nouvelles torpilles, un certain nombre de réparations ont été effectuées sur les moteurs diesel. De janvier à mars 1942, le K XIV a effectué plusieurs patrouilles, mais aucune où l'ennemi n'a pu être attaqué avec succès.

### Maintenance
Après la chute des Indes orientales néerlandaises, le K XIV se réfugie à Colombo et le navire est tombé sous le commandement opérationnel britannique. En avril 1942, il fut décidé que le K XIV devait se rendre aux États-Unis pour des travaux de maintenance importants. Avant que le K XIV ne puisse commencer ce voyage, le navire a dû se rendre à Bombay pour une maintenance mineure. Le voyage vers les États-Unis s'est fait via l'Afrique du Sud, où des travaux d'entretien mineurs ont encore eu lieu. Pendant la traversée de l'Afrique du Sud vers Philadelphie, le K XIV a attaqué un sous-marin allemand (U-Boot) et un cargo allemand au large des côtes du Cap-Vert. Les deux attaques ont échoué parce que les torpilles ont manqué la cible.
Après une maintenance à Philadelphie, le K XIV part pour Dundee en Ecosse le 25 juin 1943 pour être équipé d'une installation radar. Le 10 juillet 1943, le K XIV arrive à Dundee où il restera jusqu'au 27 décembre 1943.

### Actif depuis Fremantle
Le 19 février 1944, le K XIV arrive à Colombo en provenance de Dundee et le navire peut à nouveau participer activement à la guerre. Il ne reste pas longtemps à Colombo car le 17 mars 1944, le K XIV part pour Fremantle en Australie. Pendant la traversée vers l'Australie, le K XIV a mené une attaque réussie sur l'installation de stockage de pétrole de l'Emmahaven à Padang. L'attaque a consisté à tirer sur l'installation de stockage du pétrole avec le canon du sous-marin.
Depuis Fremantle, le K XIV a principalement effectué des missions qui consistaient à mettre des agents à terre et à les récupérer dans les Indes néerlandaises. Au cours de ces missions, le K XIV a occasionnellement attaqué principalement des navires plus petits. Le seul grand navire qui a été attaqué avec succès est le Tsugaru, un mouilleur de mines japonais de 4 410 tonnes, qui a été endommagé par l'attaque. Quelques jours plus tard, le Tsugaru a été coulé par le sous-marin américain USS Darter. De plus, le K XIV a pu couler une péniche de débarquement de 10 tonnes et trois sampans de 10 tonnes. Ces petits navires ont été coulés au moyen du canon du sous-marin.

### Après-guerre
Après la reddition du Japon le 15 août 1945, le K XIV retourna à Tandjong Priok où il arriva le 8 octobre 1945. Depuis Tandjong Priok, le K XIV a effectué plusieurs patrouilles. Au cours de ces patrouilles, qui duraient généralement de sept à dix jours, les navires étaient arrêtés et fouillés. 
Le 23 avril 1946, le K XIV a été mis hors service après treize ans. Il est vendu pour la ferraille le 1er juin 1946.

## Commandants
- Luitenant ter zee 1e klasse (Lt.Cdr.) Frederik Johan Adolf Knoops du 2 septembre 1939 au 13 décembre 1939
- Luitenant ter zee 1e klasse (Lt.Cdr.) Pieter Andréa Mulock van der Vlies Bik du 16 décembre 1939 au 2 janvier 1940
- Luitenant ter zee 1e klasse (Lt.Cdr.) Pieter Andréa Mulock van der Vlies Bik du 11 mai 1940 au 15 décembre 1941
- Luitenant ter zee 1e klasse (Lt.Cdr.) Carel Adrianus Johannes van Well Groeneveld du 15 décembre 1941 au 4 janvier 1942
- Luitenant ter zee 2e klasse (Lt.) Theodoor Brunsting du 4 janvier 1942 au 12 février 1942
- Luitenant ter zee 1e klasse (Lt.Cdr.) Pieter Andréa Mulock van der Vlies Bik du 12 février 1942 au 31 mars 1942
- Luitenant ter zee 2e klasse (Lt.) Johan Hendrik Geijs du 31 mars 1942 au 20 juillet  1943
- Luitenant ter zee 1e klasse (Lt.Cdr.) Jacob Frans Drijfhout Van Hooff du 20 juillet  1943 au 16 décembre 1944
- Luitenant ter zee 1e klasse (Lt.Cdr.) Jan Smith du 16 décembre 1944 au 28 février 1946

## Palmarès
Navires coulés et endommagés par le K XIV
| Date             | Nom              | Nationalité | Type                           | Tonnage | Destin    |
| ---------------- | ---------------- | ----------- | ------------------------------ | ------- | --------- |
| 23 décembre 1941 | Katori Maru      | Japon       | Navire de transport de troupes | 9 848   | Coulé     |
| 23 décembre 1941 | Hie/Hiyoshi Maru | Japon       | Navire de transport de troupes | 4 943   | Coulé     |
| 23 décembre 1941 | Hokkai Maru      | Japon       | Navire de transport de troupes | 8 416   | Endommagé |
| 23 décembre 1941 | 'Ninchinan Maru  | Japon       | Navire de transport de troupes | 6 503   | Endommagé |
| 20 juin 1944     | Tsugaru          | Japon       | Mouilleur de mines             | 4 400   | Endommagé |
| 23 juin 1944     | Dornia Maru      | Japon       | Péniche de débarquement        | 10      | Coulé     |
| 10 mai 1945      | ?                |             | Sampan                         | 10      | Coulé     |
| 9 juin 1945      | ?                |             | Sampan                         | 10      | Coulé     |
| 9 juin 1945      | ?                |             | Sampan                         | 10      | Coulé     |